# Лаурсен, Якоб Барретт
Якоб Барретт Лаурсен (дат. Jacob Barrett Laursen; 17 ноября 1994, Арден) — датский футболист, левый защитник клуба «Оденсе».

## Карьера

### Клубная карьера
Воспитанник датского клуба «Ольборг». В 2012 году за 1 млн евро перешёл в итальянский «Ювентус», выступал за его молодёжную команду, в том числе в матчах юношеской лиги чемпионов (Nextgen Series).
В августе 2013 года отдан в аренду в «Оденсе». Дебютный матч за команду сыграл 11 сентября 2013 года в рамках Кубка Дании против «Удфордринген» (9:1). В чемпионате Дании дебютировал 10 ноября 2013 года в игре против «Вестшеланна», выйдя на замену на 65-й минуте. В июле 2014 года подписал трёхлетний контракт с «Оденсе».

### Карьера в сборной
Выступал за юношеские сборные Дании, начиная с 16 лет. В 2011 году принимал участие в чемпионате Европы среди 17-летних, но во всех матчах оставался запасным, а на мировом чемпионате среди 17-летних принял участие в одном матче, против Австралии. С 2013 года в сборные не вызывался.
В 2016 году включён в состав олимпийской сборной страны для участия в Олимпиаде в Рио-де-Жанейро.